# Tarsykija Mazkiw

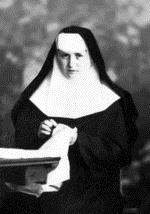
Tarsykija Mazkiw

Tarsykija Mazkiw (ukrainisch Тарсикія Мацьків; * 23. März 1919 in Chodoriw, heute Ukraine, als Olha Mazkiw (Ольга Мацьків); † 17. Juli oder 18. Juli 1944 in Krystonopil, heute Tscherwonohrad in der Ukraine) war eine Ordensschwester der Genossenschaft der Dienerinnen Mariens der Unbefleckten. Sie gehört zu den Fünfundzwanzig Seligen der griechisch-katholischen Kirche der Ukrainer.

## Leben
Olha Mazkiw war das älteste von vier Kindern einer praktizierenden christlichen Arbeiterfamilie. Bereits in ihrer Kindheit zeigte sie Interesse an einem religiösen Leben.
Am 3. Mai 1938 trat sie in die Ordensgemeinschaft der Genossenschaft der Dienerinnen Mariens der Unbefleckten ein. Am 5. November 1940 legte sie ihr Ordensgelübde ab und nahm ihren Ordensnamen Tarsykija an. Am Morgen des 17. Juli 1944, andere Quelle sprechen von dem 18. Juli, wurde sie in ihrem Kloster in Krystonopil durch einen sowjetischen Soldaten erschossen.
Sie wurde in dem Klostergarten zu Füßen der dortigen Marienstatue begraben. 1956 wurden ihre sterblichen Überreste auf den Lytschakiwski-Friedhof in Lwiw gebracht. Am 27. Juni 2001 wurde sie von Papst Johannes Paul II. im Rahmen einer Byzantinisch-Slawischen Liturgie in Lwiw als Märtyrer und Selige der Ukrainischen griechisch-katholische Kirche erhoben. Am 2. September 2007 erfolgte die Umbettung ihrer sterblichen Überreste in die Kathedrale der Eparchie Stryj zu der ihr Geburtsort seit dem Jahr 2000 gehört.